# Temistocle Calzecchi Onesti
Temistocle Calzecchi Onesti (Lapedona, 14 dicembre 1853 – Monterubbiano, 22 novembre 1922) è stato un fisico e inventore italiano. A lui si deve la costruzione del coesore (1884), uno dei primi strumenti fisici atti alla rilevazione di onde elettromagnetiche. 

## Biografia
Laureatosi in Fisica all'Università di Pisa con Riccardo Felici, dal 1879 insegnò fisica in vari licei: prima a L'Aquila, poi al Liceo Classico "Annibal Caro" di Fermo (dal 1883 al 1898), di cui era stato allievo, e infine al Liceo classico Cesare Beccaria di Milano, dove entrò in amicizia col suo conterraneo Oreste Murani, anche lui valente fisico sperimentale laureatosi a Pisa alla scuola del Felici e docente al Politecnico di Milano.
A Fermo fondò un osservatorio meteorologico nei locali del liceo e nel 1889, come assistente di Galileo Ferraris, collaborò alla realizzazione dell'impianto di illuminazione elettrica della città.
Nel 1884 iniziò i suoi studi sulle variazioni della resistività delle polveri metalliche quando sono sottoposte a varie sollecitazioni e, in particolare, all'azione di onde elettromagnetiche.
Questi studi lo condussero all'invenzione del coesore (termine che fu poi tradotto in inglese con coherer da Sir Oliver Lodge). L'apparecchio è costituito essenzialmente da un tubetto di vetro avente due elettrodi agli estremi e contenente polveri di nichel e argento, con tracce di mercurio. Il coesore può agire come rilevatore di onde elettromagnetiche, poiché la conducibilità delle polveri aumenta notevolmente quando il tubetto è investito da radiazioni elettromagnetiche e può essere ricondotta ai valori precedenti mediante percussione. Calzecchi Onesti espose i risultati delle sue esperienze in diversi articoli pubblicati sul Nuovo Cimento degli anni 1884 e 1885.
Il coesore, al cui sviluppo contribuirono successivamente vari ricercatori, tra cui Sir Oliver Lodge e Édouard Branly, fu usato anche da Guglielmo Marconi e si rivelò fondamentale per lo sviluppo della radio.
Morì a Monterubbiano, il 22 novembre del 1922 nella casa di famiglia Palazzo Calzecchi-Onesti. Fu il padre di Carlo Calzecchi Onesti, architetto restauratore e soprintendente ai monumenti in varie città d'Italia, ed Antonio Calzecchi Onesti, giornalista fondatore del ramo editoriale della Federconsorzi, nonché il nonno paterno di Rosa Calzecchi Onesti, insigne grecista e traduttrice. 
A lui è stato intitolato il Liceo Scientifico Statale di Fermo, mentre al nome della sua invenzione, il coesore, è stato intitolato il giornalino gestito dagli studenti dell'istituto, "Coherer".